# Hypanthedon marisa
Hypanthedon marisa är en fjärilsart som beskrevs av Druce 1899. Hypanthedon marisa ingår i släktet Hypanthedon och familjen glasvingar. Inga underarter finns listade i Catalogue of Life.